# Паяев, Айбек Минаимбекович
Айбек Минаимбекович Паяев (каз. Айбек Минаимбекұлы Паяев; род. 29 февраля 1980, Мирзачульский район, Узбекская ССР, СССР) — казахстанский работник органов налоговой службы и государственных доходов. Депутат Мажилиса Парламента Республики Казахстан VII созыва (2021—2022).

## Биография
Окончил юридический факультет по специальности следователь-криминалист Казахского гуманитарно-юридического университета, экономический факультет по специальности экономист-международник университета «Кайнар».
2003—2004 гг. — исполняющий обязанности ведущего специалиста, ведущий специалист отдела договоров и претензионно-исковой работы Управления защиты имущественных прав государства, договоров и претензионно-исковой работы Министерства юстиции Республики Казахстан.
2004—2005 гг. — ведущий специалист Отдела экспертизы проектов нормативных правовых актов и правового анализа законодательства Юридического управления Налогового комитета Министерства финансов Казахстана (НК МФ РК).
2005—2006 гг. — главный специалист Отдела разъяснения правовых вопросов, правовой экспертизы договоров и аналитической работы Юридического управления НК МФ РК.
2006—2011 гг. — главный специалист, начальник отдела Управления администрирования акцизов, Управления косвенных налогов НК МФ РК.
2011—2012 гг. — заместитель начальника департамента по Акмолинской области НК МФ РК.
2012—2014 гг. — руководитель Налогового департамента по Костанайской области НК МФ РК.
2014—2017 гг. — руководитель Департамента государственных доходов по Костанайской области Комитета государственных доходов Министерства финансов Республики Казахстан (КГД МФ РК).
2017—2020 гг. — руководитель Департамента государственных доходов по Актюбинской области КГД МФ РК.
2020—2021 гг. — руководитель Департамента государственных доходов по Павлодарской области КГД МФ РК.
С января 2021 года по октябрь 2022 года — депутат Мажилиса Парламента Республики Казахстан VII созыва по списку Народной партии Казахстана, член Комитета по финансам и бюджету. 25 октября 2022 года полномочия депутата были прекращены досрочно (по собственному желанию подал заявление об освобождении от исполнения обязанностей). Вакантный мандат был передан Дмитрию Лёгкому.

## Награды
- Медаль «20 лет независимости Республики Казахстан» (2011)
- Отличник налоговой службы Республики Казахстан (2014)
- Юбилейная медаль «20 лет маслихатам Казахстана» (2014)
- Медаль «25 лет независимости Республики Казахстан» (2016)
- Отличник финансовой службы Республики Казахстан (2016)
- Медаль «20 лет Комитету по правовой статистике и специальным учётам Генеральной прокуратуры Республики Казахстан» (2017)
- Медаль «25 лет КНБ Республики Казахстан» (2017)
- Медаль «25 лет Полиции Республики Казахстан» (2017),
- Отличник органов государственных доходов Министерства финансов Республики Казахстан (2019)